# Communauté de communes de la Vallée de Saint-Savin

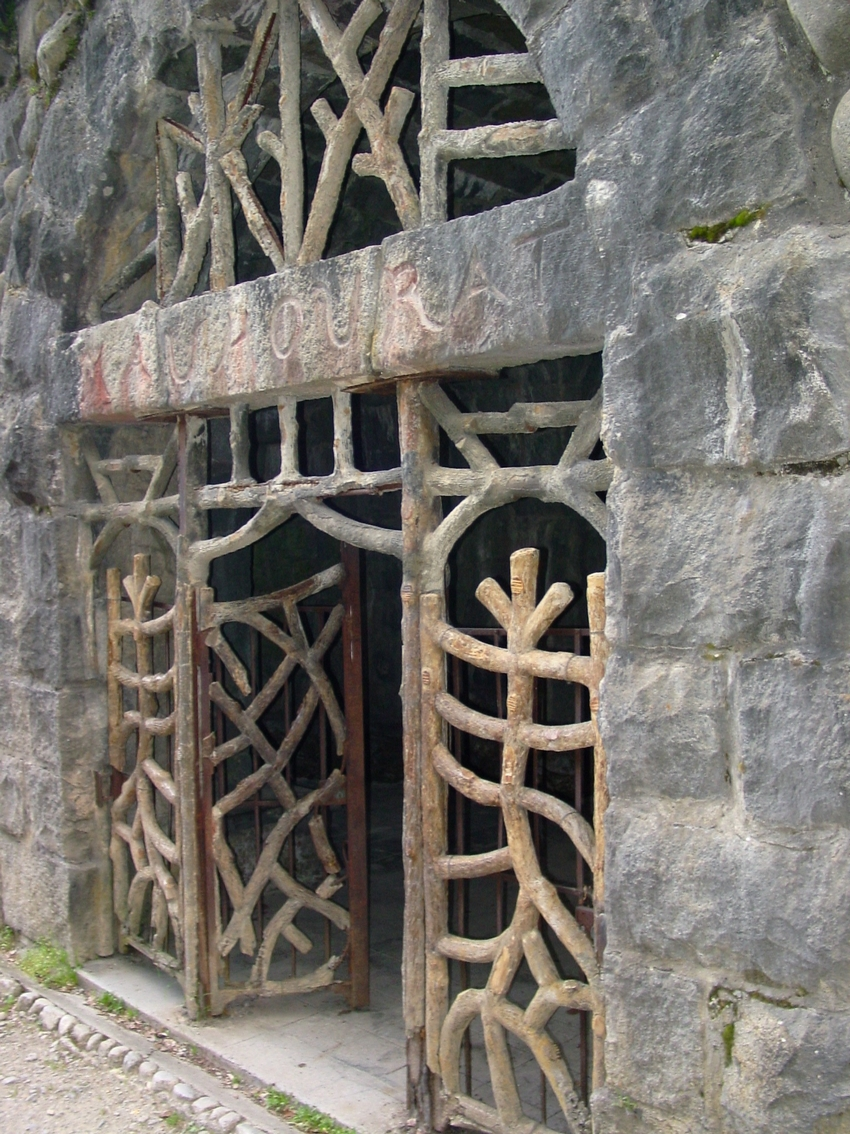
Ancienne source à La Raillère

La communauté de communes de la Vallée de Saint-Savin est une ancienne communauté de communes française, située dans le département des Hautes-Pyrénées et la région Occitanie.

## Histoire
Elle fusionne avec trois autres intercommunalités et une commune isolée pour former la communauté de communes Pyrénées Vallées des Gaves au 1er janvier 2017.

## Composition
Elle était composée des communes suivantes :
| Nom                  | Code Insee | Gentilé      | Superficie (km2) | Population (dernière pop. légale) | Densité (hab./km2) |
| -------------------- | ---------- | ------------ | ---------------- | --------------------------------- | ------------------ |
| Saint-Savin (siège)  | 65396      |              | 3,86             | 376 (2014)                        | 97                 |
| Adast                | 65001      | Adastois     | 1,05             | 283 (2014)                        | 270                |
| Cauterets            | 65138      | Cauterésiens | 156,84           | 941 (2014)                        | 6                  |
| Lau-Balagnas         | 65267      | Lau-Balutins | 2,90             | 516 (2014)                        | 178                |
| Pierrefitte-Nestalas | 65362      |              | 1,76             | 1 184 (2014)                      | 673                |
| Soulom               | 65435      | Soulomnais   | 2,91             | 253 (2014)                        | 87                 |
| Uz                   | 65458      |              | 2,45             | 35 (2014)                         | 14                 |

## Démographie
| 1999  | 2012  |
| ----- | ----- |
| 3 956 | 3 706 |

## Liste des Présidents successifs
| Période                                  | Période | Identité              | Étiquette | Qualité |
| ---------------------------------------- | ------- | --------------------- | --------- | ------- |
|                                          | 2014    | Vincent Meyrand       |           |         |
| 2014                                     | 2016    | Noël Pereira Da Cunha |           |         |
| Les données manquantes sont à compléter. |         |                       |           |         |

## Compétences
- aménagement de l’espace
- développement économique par l’aménagement et la gestion du patrimoine thermal indivis (thermes "César", " les Griffons", "la Raillère") situé dans la commune de Cauterets et par l'aménagement et la gestion des zones d'activités situées dans les communes de Cauterets, Lau-Balagnas, Pierrefitte-Nestalas et Soulom
- protection et mise en valeur de l’environnement concernant la création et l’entretien des sentiers touristiques
- collecte et traitement des ordures ménagères (par délégation au SIRTOM de la Vallée d’Argelès)

## Historique
Le patrimoine indivis des sept communes d’Adast, Cauterets, Lau-Balagnas, Pierrefitte-Nestalas, Saint-Savin, Soulom et Uz représente près de 15 000 hectares (dont 1 500 ha de forêts, 8 600 ha d’estives, 9 200 ha sur le Parc national des Pyrénées et 1 200 ha en indivision avec Panticosa en Espagne) et un patrimoine bâti, situé dans son intégralité sur la commune de Cauterets, comprenant notamment les établissements thermaux « César », "des Rochers » et « les Griffons », le Casino de Cauterets, les refuges d'Ilhéou, d’Estom, du Chalet du Clot, les hôtelleries du Lac de Gaube, du Pont d’Espagne, de la Fruitière, du Chantilly et des immeubles locatifs à vocation commerciale (la galerie des Œufs, la Raillère, Home d’Enfants Mary Jan) et d’habitation (« camp de la Russe » ).
La gestion de ce patrimoine était assurée, jusqu'en 1998, par la seule Commission syndicale de la Vallée de Saint-Savin, créée en 1840. La création de la Communauté de communes de la Vallée de Saint-Savin en 1997, s’est accompagnée du transfert vers la nouvelle collectivité territoriale, d’un certain nombre de compétences parmi lesquelles figurait la gestion du patrimoine thermal, de la forêt indivise, des sentiers pédestres situés sur les 7 communes indivises ou encore du traitement et de l’enlèvement des ordures ménagères.